# Long Cảng, Ôn Châu
Long Cảng (chữ Hán giản thể: 龙港市, bính âm: Lónggǎng shì, âm Hán Việt: Long Cảng thị) là một thành phố cấp huyện thuộc địa cấp thị Ôn Châu, tỉnh Chiết Giang, Cộng hòa Nhân dân Trung Hoa. Thành phố Long Cảng có diện tích 183,99 km². Mã số bưu chính của thành phố này là 330383, mã vùng điện thoại 0577. Thành phố Long Cảng được chia ra các đơn vị hành chính trực thuộc gồm 30 xã khu và 58 thôn.